# Vallourec & Sumitomo
A Vallourec & Sumitomo Tubos do Brasil (VSB) foi uma empresa siderúrgica brasileira pertencente à joint venture formada pelo grupo francês Vallourec e pelo japonês Nippon Steel & Sumitomo Metal.
O complexo siderúrgico da VSB está instalado no município de Jeceaba, a 100 km de Belo Horizonte, em Minas Gerais, e possui uma área industrial de 2,5 milhões de m². A mesma foi inaugurada em 1.º de outubro de 2011 pela então presidente Dilma Rousseff.
A VSB tem a capacidade de produzir 1 milhão de toneladas de aço bruto anualmente, dais quais 600 mil toneladas na forma de tubos de aço sem costura.
Em 2016, a Vallourec Tubos do Brasil (antiga V&M) se fundiu com a Vallourec & Sumitomo para formar uma nova empresa a Vallourec Soluções Tubulares.